# Hartmannstraße 11 (Bad Kissingen)

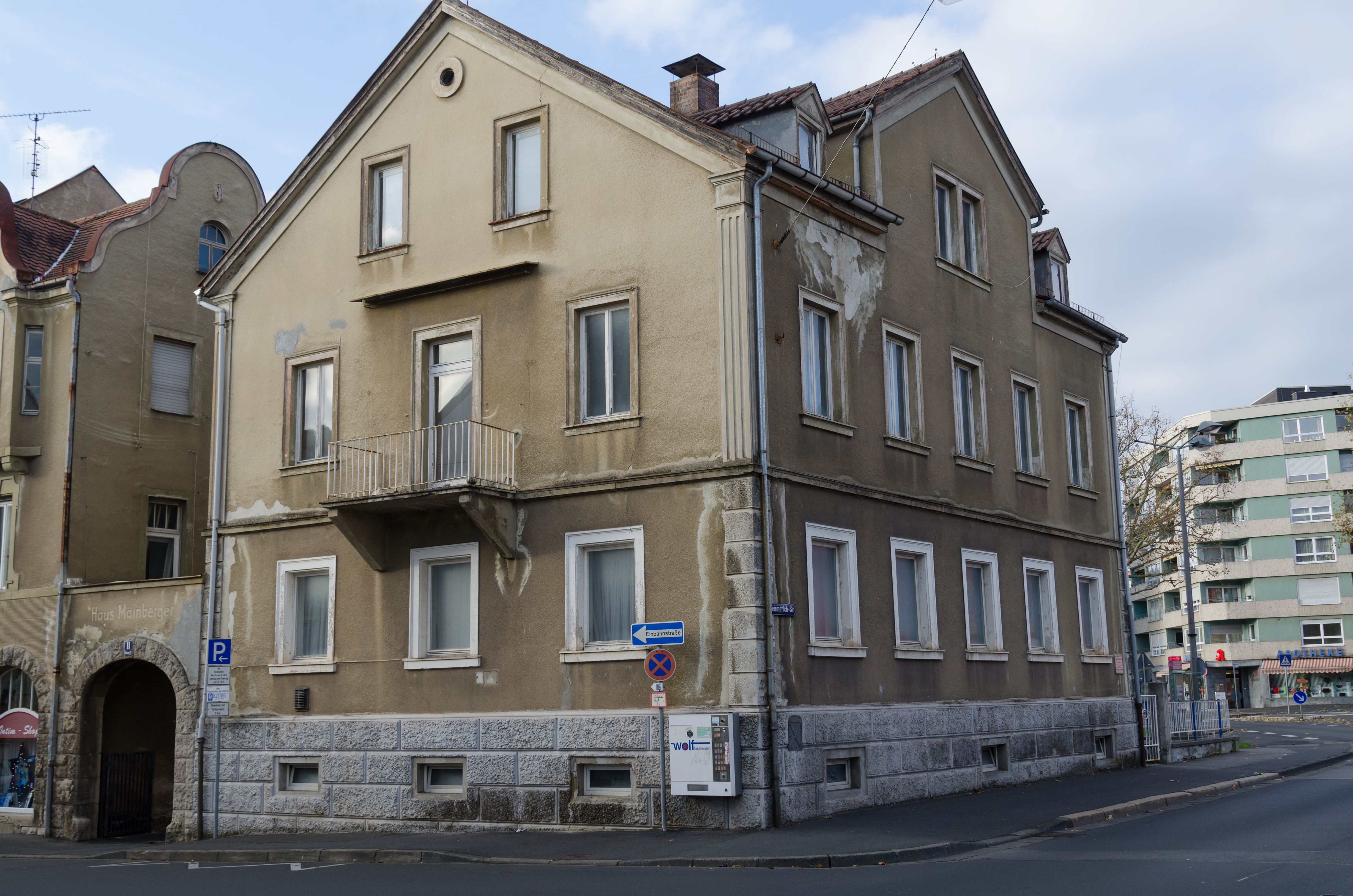
Hartmannstraße 11 (Wohnhaus)

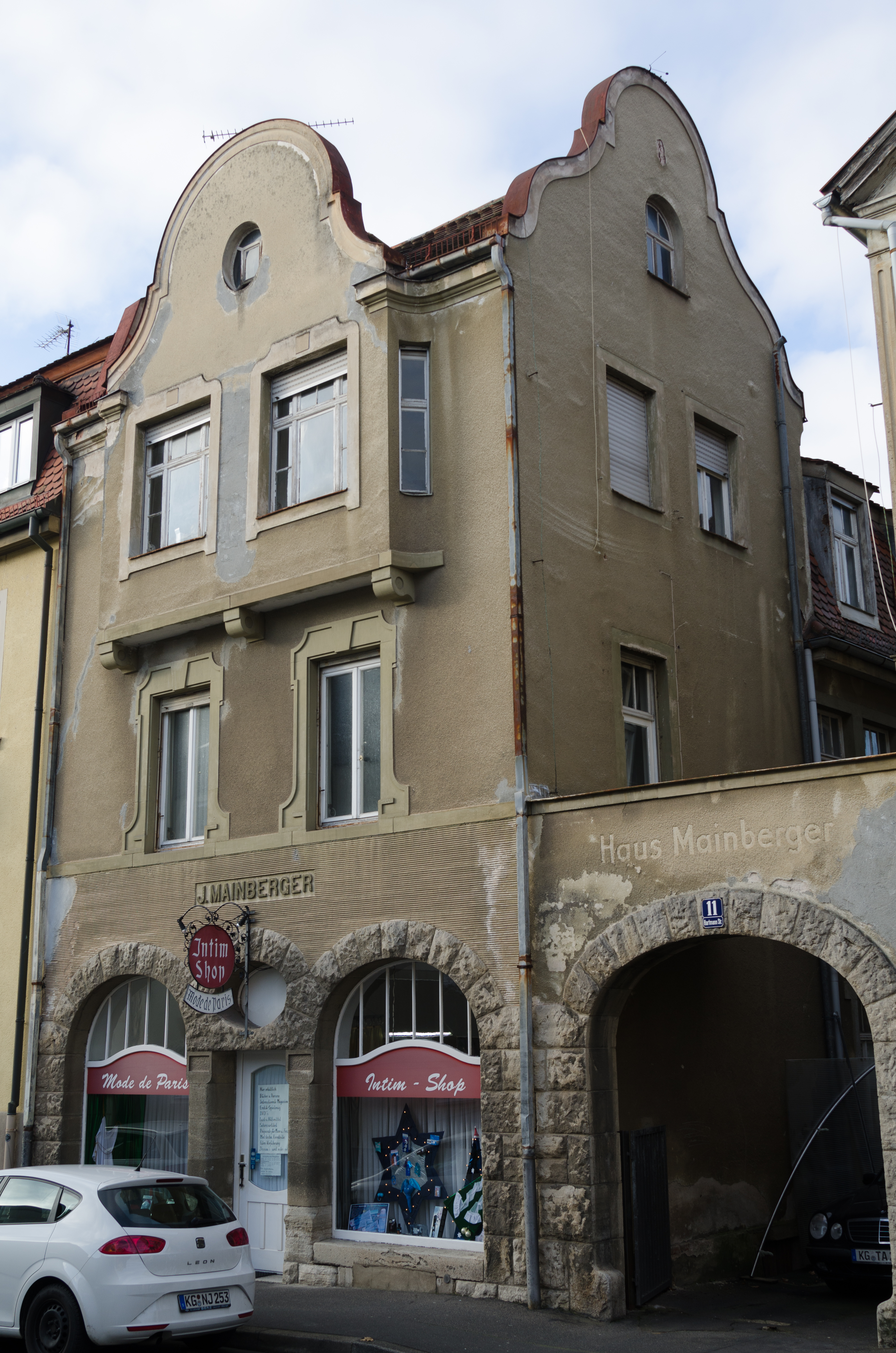
Hartmannstraße 11 (Rückgebäude)

Die Adresse Hartmannstraße 11 in der Hartmannstraße in Bad Kissingen, der Großen Kreisstadt des unterfränkischen Landkreises Bad Kissingen besteht aus einem Wohnhaus und einem Rückgebäude. Der Gebäudekomplex gehört zu den Bad Kissinger Baudenkmälern und ist unter der Nummer D-6-72-114-292 in der Bayerischen Denkmalliste registriert.

## Geschichte

### Wohnhaus
Das Wohnhaus entstand um das Jahr 1890 im historistischen Stil. Bei dem Anwesen handelt es sich um einen zweigeschossigen Satteldachbau mit bossiertem Sockel und kannelierten Eckpilastern.

### Rückgebäude
Das Rückgebäude mit dem Namen Haus Mainberger wurde im Jahr 1908 vom Bad Kissinger Architekten Carl Krampf im Jugendstil errichtet. Bei dem Wohn- und Geschäftsgebäude handelt es sich um einen dreigeschossigen Satteldachbau mit Ladenfront im Erdgeschoss, Ziergiebel, Erker und Toreinfahrt. Trotz einer durch eine ungünstig geschnittene Parzelle bedingten schmalen Hausfront erfährt das Anwesen mit wenigen markanten Motiven eine eigene Physiognomie.